# Damiano Quintieri
Damiano Quintieri (* 4. Mai 1990 in Cosenza) ist ein italienischer Fußballspieler.

## Karriere
Damiano Quintieri wurde im italienischen Cosenza geboren, das zur Region Kalabrien gehört. Im Alter von dreizehn Jahren ging Quintieri nach Mailand wo dieser bei Inter Mailand in deren Jugendmannschaften der Primavera spielte. Später kam er zum AC Montichiari, Pro Sesto 1913 und AC Pisa. Beim letzterem kam er 2008/09 zu seinem Debüt in der Serie B. Mit dem AC Montichiari stieg er 2010 in die Serie C auf, der Mittelfeldspieler entschied sich jedoch den Verein nach einer Spielzeit zu verlassen und wechselte deshalb nach Melito di Porto Salvo zum dortigen Fünftligisten AS Valle Grecanica, einem Verein in seiner Heimatregion Kalabrien. Im Januar 2012 unterschrieb Quintieri einen Dreijahresvertrag beim FC Nõmme Kalju aus der estnischen Meistriliiga. Sein Debüt für den Verein aus dem Tallinner Stadtteil Nõmme gab er am 3. Spieltag der Saison 2012 gegen den JK Tallinna Kalev, nachdem er für Kristen Viikmäe eingewechselt wurde. Am Ende der Spielzeit gewann er mit dem Verein die nationale Meisterschaft und spielte dort mit Unterbrechung bis Ende 2016. Seit dem Sommer 2017 ist er wieder unterklassig in seiner Heimat Italien aktiv.

## Erfolge
- Estnischer Meister: 2012